# Malîi Maiak, Alușta
Malîi Maiak (în ucraineană Малий Маяк) este localitatea de reședință a comunei Malîi Maiak din orașul regional Alușta, Republica Autonomă Crimeea, Ucraina.

## Demografie
Componența lingvistică a localității Malîi Maiak
     Rusă (86,56%)
     Ucraineană (9,49%)
     Tătară crimeeană (3,18%)
     Alte limbi (0,19%)
Conform recensământului din 2001, majoritatea populației localității Malîi Maiak era vorbitoare de rusă (86,56%), existând în minoritate și vorbitori de ucraineană (9,49%) și tătară crimeeană (3,18%).